# Hyam’s Mineral Water Works
Hyam’s Mineral Water Works — здание XIX века по адресу 23 Glendower Street, Монмут, Уэльс. Ранее — фабрика по производству минеральной воды, в настоящее время — жилое здание. Входит в Тропу культурного наследия Монмута.

## История
Фабрика производила газированную воду, лимонад и имбирное пиво, и была создана в 1866 году Томасом Хиямом (Hyam), торговцем кукурузой и лесом, владельцем лесопилки и магазина. Томас стал мэром Монмута в 1875/6 год, а также занимал должность мирового судьи. По словам Кейт Киссак (Keith Kissack), «ни один комитет или объединение не считается полным, пока в списки не включено его имя». Местами, связанными с семьёй в Монмуте, были та же Корнуолл-Хауз (Cornwall House) на Монноу-стрит и Парадный дом (Parade House) на Норт Парад (North Parade). В 1870 году герцог Бофорт оценил минеральные воды, написав:
Более чем шесть месяцев я использую не воды Зельцера, но мистера Хияма из Монмута... Я нашёл их прекрасными. Я никогда не был столь доволен.Оригинальный текст (англ.)For upwards of six months I have used no Seltzer water but Mr Hyam's of Monmouth… I have found it most excellent. I have never been so well supplied.
В 1895 году каталог Келли из Монмутшира описывал бизнес Джона Б. Хияма (John B Hyam) как «производитель и торговец минеральной и газированной водой, пивом и портером». Примерно в это время стали популярными и рекламировались в Monmouthshire Beacon готовые лекарственные средства, среди которых был и «Антигрипповый тоник Хияма» (Hyam’s Anti-Influenza Tonic Water).
Хиям владел лесопилкой во Wyesham и кораблями, перевозившими лес и грузы по реке Уай. Кроме того, у него был розничный магазин на улице Монноу, 33, спроектированный Лоуренсом из Ньюпорта и построенный Льюисом из Монмута в 1866 году. Новое здание из песчаника с колоннами из абердинского гранита было в своё время оценено очень высоко. Надсводная часть была покрыта искусной резьбой, и это был один из первых магазинов Монмута, в котором были окна из изогнутого стекла. Помещения, на 2012 год, занимают магазины посуды и подарков.
В 1911 году бизнес был передан Чарльзу Баллинджеру (Charles Ballinger,), и просуществовал под торговой маркой Минеральная вода Баллинджера до 1960 года. Баллинджер владел также отелем Гриффин на улице Уайткросс. Он был известен как производитель минеральной воды и разливщик эля Bass and Worthington's, стаута Гиннесс и Wheatley's Hop Bitters. В 1960-е годы фирма была закрыта. Помещения занимало ООО Ebley, шинная компания, которая впоследствии переехала в Mayhill Industrial Estate, а здания на улице Glendower были превращены в квартиры и прозваны Hyam Court.